# Polycentropus doronca
Polycentropus doronca är en nattsländeart som beskrevs av Donald G. Denning och Sykora 1966. Polycentropus doronca ingår i släktet Polycentropus och familjen fångstnätnattsländor. Inga underarter finns listade i Catalogue of Life.